# Łódź ratownicza (ratownictwo brzegowe)

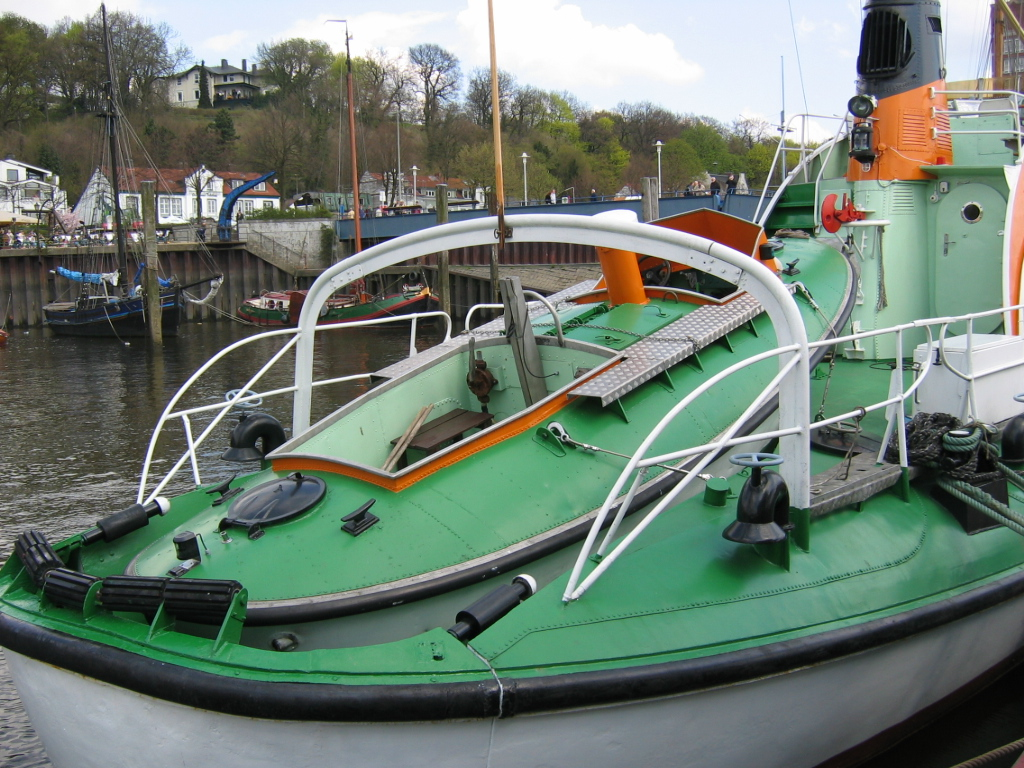
Łódź ratownicza na pokładzie statku ratowniczego

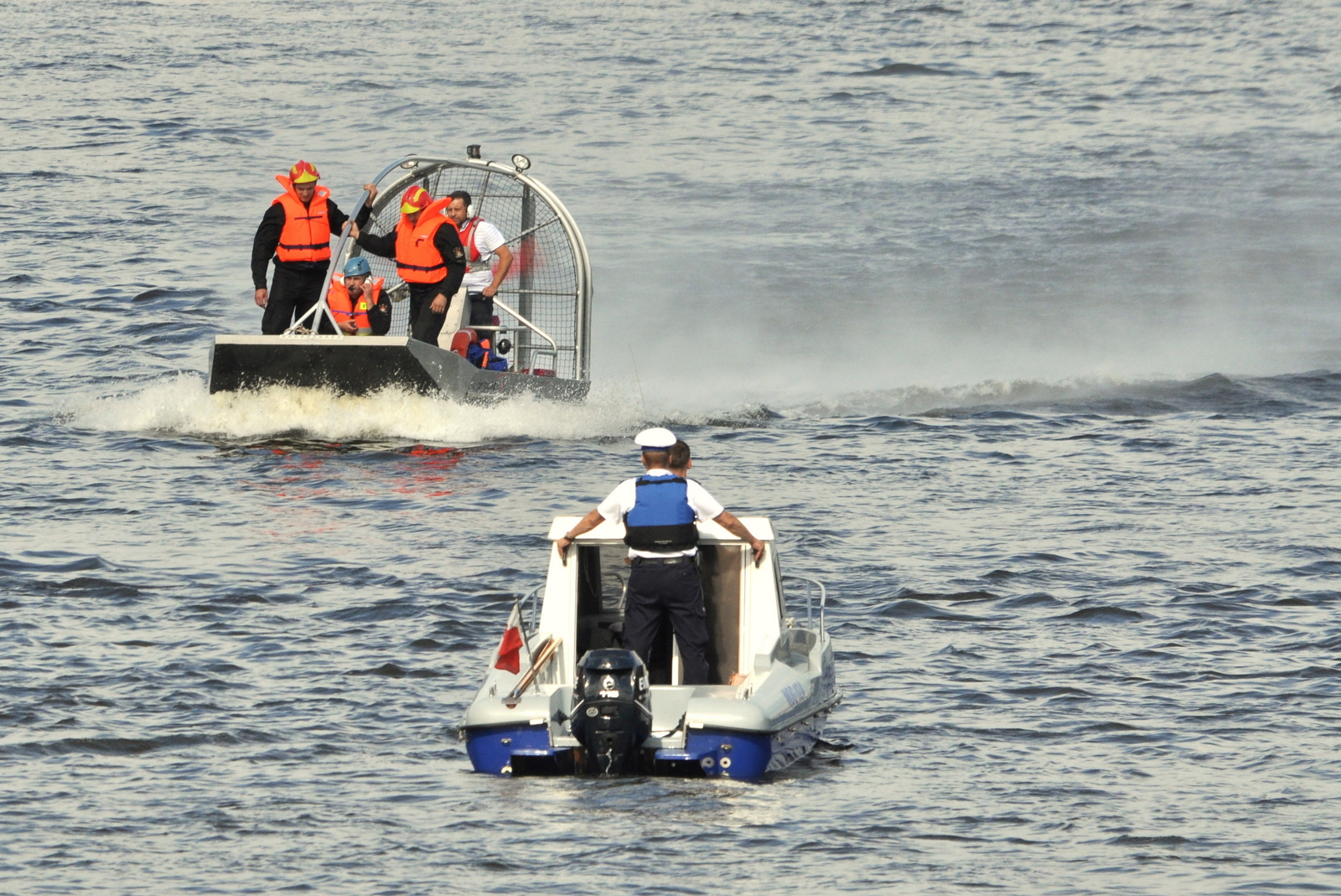
Airboat - płaskodenna łódź napędzana śmigłem pchającym podczas działań

Łódź ratownicza – łódź stosowana do prowadzenia przybrzeżnych akcji ratunkowych. Charakteryzuje się dużą dzielnością morską. Obecnie najczęściej spotykana jest z napędem motorowym, ale na wybrzeżach o dużej fali przybojowej stosuje się łodzie z napędem wiosłowym (od sześciu do dziesięciu wioseł), z uwagi na łatwiejsze pokonywanie tego typu fali.
Łodzie ratownicze zwykle znajdują się przy brzegu akwenów stanowiących miejsce działalności drobnych rybaków i innego rodzaju żeglugi przybrzeżnej. Przechowywane są w przeznaczonych dla nich hangarach lub na pochylniach. Ich załoga składa się z ochotników rekrutujących okolicznej ludności.